# Geraldo Spettmann
Heinrich Gerald Spettmann (Walsum,  distrito de Duisburgo - Alemanha, 05 de outubro de 1881 (143 anos) – Tubarão - Santa Catarina 7 de janeiro de 1949) foi um clérigo católico da Congregação dos Padres do Sagrado Coração de Jesus - SCJ ( ou Dehonianos).
Professou os primeiros votos religiosos em 23.09.1902, na cidade de Sittard, na Holanda. Ordenado Presbítero (Padre) em 10.08.1906, em Luxembourg - Luxemburgo Logo depois de ordenado, integrou os primeiros grupos de missionários Dehonianos que se digiram ao Sul do Brasil.
Em Novembro de 1906 chegou no Brasil, tendo, como primeira missão, trabalhar com o Pe. Baumeister na Paróquia de Camboriú - SC. 
Depois disto, ao longo de mais de 41 anos como sacerdote, atuou nas paróquias de São Francisco do Sul, Joinville, Paraty (atual município catarinense de Araquari),Itajaí, Tijucas, Jaraguá do Sul, São Bento do Sul, Mafra, Formiga (Minas Gerais) e Tubarão, na qual atuou por dois períodos, por último de 1941 a 1948, quando veio a falecer. 
Foi, ainda, de 1932 a 1935, o primeiro reitor  e superior local do Seminário Sagrado Coração de Jesus , localizado em Corupá - SC (então Colônia Hansa Humbold)
Era grande devoto da mística do Sagrado Coração e tinha especial preocupação com as obras sociais e a educação dos jovens, criando diversas obras sociais, como orfanatos, casas de abrigo e escolas. Conhecido como "Pai dos Órfãos". Só em tubarão, além da ação sacerdotal e social, fundou 28 (vinte e oito) escolas nas áreas urbana e rurais.
Sepultado originariamente em Tubarão, seus restos mortais foram trasladados para o Cemitério do Seminário Sagrado Coração de Jesus, localizado em Corupá -SC. 
Contratou o pintor alemão Frederico Guilherme Lobe, da Escola Alemã de Belas Artes de Porto Alegre, para pintar figuras e passagens da Bíblia na Igreja Nossa Senhora da Piedade, em Tubarão, demolida em 1971. Durante os 4 anos em que permaneceu na cidade, Willy Zumblick foi seu auxiliar.
A atual via principal de acesso a Tubarão a partir da BR-101, que passa defronte à estação rodoviária e conduz até as pontes Nereu Ramos e Heriberto Hülse sobre o rio Tubarão, é denominada em sua memória.